# Aston Martin International
La International è un'autovettura prodotta dalla Aston Martin dal 1929 al 1931. Il modello derivava dalle LM del 1928 e fu presentato al pubblico al salone dell'automobile di Londra del 1929.

## Il contesto
La vettura aveva installato un motore a quattro cilindri in linea da 1,5 L di cilindrata. La lubrificazione era a carter secco. Era disponibile in due versioni di carrozzeria, roadster e berlina.